# UD Salamanca
Unión Deportiva Salamanca var en spansk fotbollsklubb från Salamanca. Klubben grundades 1923 och spelade sina hemmamatcher på Estadio El Helmantico. Bland annat har laget spelat i La Liga, Segunda División och Segunda División B. Den 18 juni de 2013 lades klubben ned på grund av flera ekonomiska bekymmer. Därefter grundades efterträdaren Club Deportivo Club de Fútbol Salmantino (numera Salamanca Club de Fútbol UDS) medan en grupp bland fansen grundade parallellt Unionistas de Salamanca Club de Fútbol.